# Luigi Mazzocchi
Luigi Mazzocchi (Milano, 1844 – Milano, 1925) è stato un ingegnere italiano.

## Biografia
Iniziò gli studi di ingegneria presso l'Università di Pavia per completarli presso il neonato Politecnico di Milano, uscendone tra i primi diplomati in ingegneria civile nel 1866 in un momento di rinnovamento dell'insegnamento di questa disciplina, come da lui ricordato in una memoria retrospettiva del 1914:
Spirito innovatore e democratico, volontario garibaldino, assessore comunale all'edilizia, membro dei comitati esecutivi delle Esposizioni Riunite (1894) e dell'Esposizione Universale (1906), presidente del Collegio degli ingegneri e architetti (1912-1913), è stato uno degli ideatori dell'edilizia popolare meneghina a cavallo tra il XIX e il XX secolo. Progettò insieme a Giovanni Ceruti e a Felice Poggi il villaggio di villette colorate di via Lincoln, ispirandosi alle città giardino inglesi (1884-1892); il dormitorio pubblico per senzatetto, l'asilo notturno Sonzogno di via Sottocorno (abbattuto negli anni 1950); l'edificio della Società Italiana per la protezione dei fanciulli di via Tadino (1896); il cimitero maggiore di Musocco destinato ai meno abbienti, insieme a Enrico Brotti (1886-1895). Fu consulente della Società Umanitaria, ristrutturando il convento di via San Barnaba che la ospita e riconvertendo, insieme al figlio Carlo, il capannone industriale della Tecnomasio Brown Boveri in Teatro del popolo (distrutto dai bombardamenti del 1943). Inoltre progettò l'ospizio del Pio Albergo Trivulzio (1910) sulla strada per Baggio, lo Stabilimento termale (1899-1901) e il Grand Hotel di San Pellegrino che «progettati da Luigi Mazzocchi e da Romolo Squadrelli e costruiti tra il 1901 e il 1907, furono un tipico esempio di ingegneri architetti con… una serie di artigiani decoratori di prim'ordine tra i quali si distinguono il Mazzucotelli e l'ebanista Eugenio Quarti».

## Opere
- Trattato su le costruzioni in legno, 2ª edizione riveduta e corretta, A. Vallardi, 1879
- Il canale della Bevera e i cavi Diotti: notizie storiche e tecniche, Milano, Bernardoni, 1902.
- Il Collegio degli ingegneri e architetti e il Politecnico. In: Atti del Collegio degli ingegnerì ed architetti, Milano, 1914